# Josef Duchač

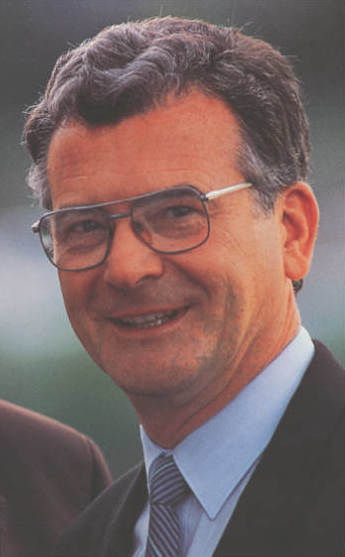
Josef Duchač (1990)

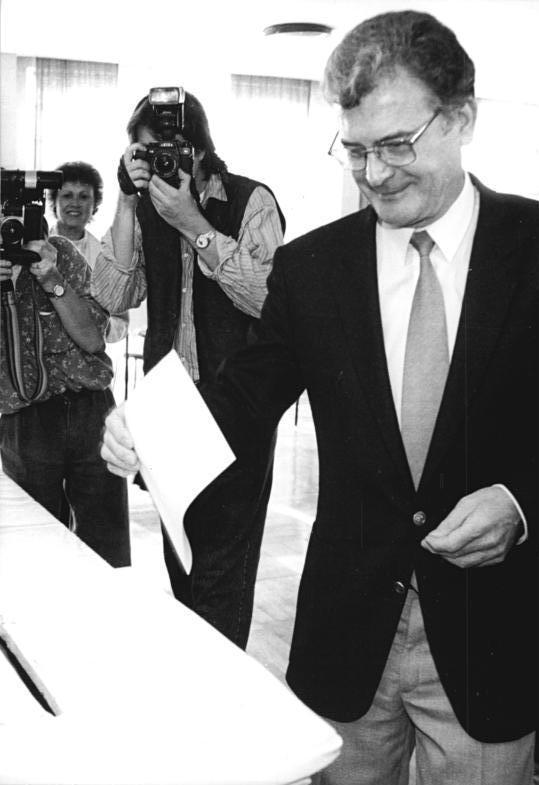
Duchač bei der Stimmabgabe zur Landtagswahl 1990

Josef Duchač (* 19. Februar 1938 in Bad Schlag bei Gablonz an der Neiße, Tschechoslowakei) ist ein ehemaliger deutscher Politiker (DDR-CDU, ab 1990 CDU). Von 1990 bis 1992 war er der erste Ministerpräsident Thüringens nach der deutschen Wiedervereinigung.

## Leben
Josef Duchač wurde als Sohn einer deutschböhmischen Arbeiterfamilie geboren und wuchs im Sudetenland auf. Nach dem Zweiten Weltkrieg wurde seine Familie aus der Tschechoslowakei vertrieben und fand in Gotha eine neue Heimat. Nach dem Abitur im Jahre 1957 begann Josef Duchač ein Studium der Chemie und der Mathematik am Pädagogischen Institut Mühlhausen. Nach einem Jahr brach er das Studium ab, arbeitete zunächst im Postzeitungsvertrieb, dann von 1959 bis 1961 als Arbeiter im VEB Gummiwerke in Waltershausen (KOWALIT = KOmbinat WALtershausen In Thüringen, heute Teil der ContiTech AG, Hannover). 1961 nahm er an der Ingenieurschule für Gummi- und Plasttechnologie in Fürstenwalde/Spree erneut ein Studium auf, das er 1964 mit dem Examen als Chemieingenieur abschloss.
1964 wurde er Schichtingenieur im VEB Gummiwerke in Waltershausen. Duchač durchlief hier bis 1986 eine Karriere bis zum Betriebsleiter. Berufsbegleitend absolvierte er ein Fernstudium an der TU Dresden und der TH Leuna-Merseburg und legte 1973 sein Examen als Diplomingenieur-Ökonom ab.
1957 trat Duchač in die CDU der DDR ein. Von 1986 bis 1989 war er stellvertretender Kreisvorsitzender der CDU in Gotha, wechselte vom VEB Gummiwerke in Waltershausen (KOWALIT) in den Rat des Kreises Gotha, wo er für das Ressort Wohnungswirtschaft zuständig war. Nachdem 1989, in den Turbulenzen der Wendezeit, die von der SED eingesetzte Betriebsführung des VEB Gummiwerke in Waltershausen abgelöst worden war, kehrte Duchač an seinen alten Arbeitsplatz zurück und übernahm für ein halbes Jahr wieder die Leitung des Werkes. Er engagierte sich zunehmend in der Politik, stieg im Oktober 1989 zum Kreisvorsitzenden der CDU in Gotha auf und wurde im Dezember 1989 Mitglied des Vorstands der CDU der DDR.
Am 11. Juni 1990 ernannte der letzte DDR-Ministerpräsidenten Lothar de Maizière (CDU) Duchač zum Regierungsbevollmächtigten im Bezirk Erfurt. Als mit dem Ländereinführungsgesetz vom 22. Juli 1990 das Land Thüringen wieder errichtet wurde (siehe Geschichte der Verwaltungsgliederung Thüringens), wurde Duchač am 24. August 1990 zum Landessprecher für dieses neu zu bildende Land ernannt. Ab dem 3. Oktober 1990 fungierte er als Landesbevollmächtigter des Landes Thüringen, das sich am 3. Oktober 1990 neu konstituierte.
Zu den ersten freien, demokratischen Landtagswahlen am 14. Oktober 1990 trat die CDU mit Josef Duchač als Spitzenkandidat an und ging aus der Wahl mit 45,5 Prozent als die mit Abstand stärkste Partei (44 der 89 Sitze) hervor, gefolgt von der SPD mit 22,8 Prozent (21 Sitze), der PDS mit 9,7 Prozent (neun Sitze), der FDP mit 9,3 Prozent (neun Sitze) und Bündnis 90/Die Grünen mit 6,5 Prozent (sechs Sitze). Am 8. November 1990 wurde Josef Duchač zum Ministerpräsidenten einer CDU-FDP-Koalitionsregierung gewählt (s. Kabinett Duchač).
Am 23. Januar 1992 trat er von seinem Amt zurück, weil er sich des Vertrauens seiner Fraktion nicht mehr sicher sein konnte. Vorangegangen waren Vorwürfe, Duchač habe während der Zeit der DDR für das Ministerium für Staatssicherheit gearbeitet. Einen ersten Misstrauensantrag der SPD hatte er Mitte Dezember 1991 überstanden. Am 30. November 1992 legte er auch sein Landtagsmandat nieder. Die Koalition wählte als Nachfolger Bernhard Vogel, den ehemaligen Ministerpräsidenten von Rheinland-Pfalz, zum neuen Regierungschef.
Josef Duchač übernahm danach die Leitung verschiedener Auslandsvertretungen der CDU-nahen Konrad-Adenauer-Stiftung, zuerst in Lissabon (Portugal), später in St. Petersburg (Russland) und Budapest (Ungarn).
Er lebt im Ruhestand in Birkenwerder und  ist nach einem Schlaganfall erblindet.